# Лысогор
Лысогор (укр. Лисогір) — левый приток реки Удай, протекающий по Прилукскому району Черниговской области Украины.

## География
Длина — 61 км. Площадь водосборного бассейна — 1042 км². Русло реки в среднем течении (село Колядин) находится на высоте 120,4 м над уровнем моря. Используется для технического водоснабжения.
Река в верхнем течении течёт с северо-запада на юго-восток, в среднем течении меняет направление и течёт на юг, в нижнем течении — с северо-востока на юго-запад. Река берёт начало селе Лысогоры. Впадает в реку Удай между селом Иванковцы и пгт Дегтяри.
Русло извилистое. Река в верхнем течении (от села Украинское выше по течению) летом пересыхает. На реке в верхнем течении есть несколько маленьких прудов. На протяжении всей длины реки пойма очагами заболоченная с тростниковой и луговой растительностью, а приустьевой участок поймы представлен значительными водно-болотными угодьями (как часть угодий реки Удай).
В пойме реки в нижнем течении расположены Гурбинцевский гидрологический заказник местного значения (площадь 452 га), Сребнянский гидрологический заказник местного значения (площадь 71 га), в среднем и верхнем течении — Украинско-Березовский гидрологический заказник местного значения (площадь 560 га; занимает всю пойму, кроме участка с селом Украинское), в верхнем течении — Южный гидрологический заказник местного значения (площадь 75 га). Они созданы для охраны водно-болотных угодий в пойме реки.

## Притоки
- Левые: Галка, Глинная, Детюковка (Березовица), Руда (длина 12 км, бассейн 43 км²).
- Правые: Тростянец, Неборакивщина[1].

## Населённые пункты
Населённые пункты на реке от истока к устью: Лысогоры, Украинское, Болотница, Юрковцы, Довгалевка, Колядин, Березовка, Алексинцы, Грициевка, Побочиевка, пгт Сребное, Подол, Куты, Поетин, Деймановка, Гурбинцы, Гнатовка (Игнатовка), Иванковцы, пгт Дегтяри.